# Mussaenda tomentosa
Mussaenda tomentosa là một loài thực vật có hoa trong họ Thiến thảo. Loài này được Wight ex G.Don mô tả khoa học đầu tiên năm 1834.